# Dacarbacina
Dacarbacina (también conocido como DTIC o Imidazol carboxamida) es un fármaco quimioterápico antineoplásico utilizado en el tratamiento de varios tipos de cáncer, como el melanoma, el linfoma de Hodgkin, carcinoma de islotes pancreáticos y algunos tipos de sarcoma. Forma parte del grupo de los agentes alquilantes, que destruyen las células añadiendo un grupo alquil (CnH2n+1) a su ADN. Habitualmente es administrado por vía intravenosa bajo supervisión médica. La dacarbacina se activa en el hígado por desmetilación y se excreta por vía renal.

## Usos
La dacarbacina está indicada en diversos tipos de neoplasias. En muchos casos, como el tratamiento del linfoma de Hodgkin, se utiliza en combinación con otros antineoplásicos mediante el esquema ABVD: Adriamicina, Bleomicina, Vinblastina y Dacarbacina.

## Efectos secundarios
Como muchos otros quimioterápicos, la dacarbacina puede tener numerosos efectos secundarios, ya que no sólo interfiere en el metabolismo de las células cancerígenas sino también en el de las células normales. Entre los efectos secundarios posibles más graves se encuentra la teratogénesis si se administra durante el embarazo. También puede causar esterilidad, permanente o no, o inmunodepresión. Otros efectos secundarios incluyen vómito, dolor de cabeza, fatiga, diarrea y fotosensibilidad.